# Elbe-Lübeck-Kanal
Elben-Lübeck-kanalen (også kaldt «Elben-Trave-kanalen») er en kanal i det nordlige Tyskland, beliggende i den sydøstlige del af delstaten Slesvig-Holsten. Den går mellem floderne Elben og Trave, og danner dermed en forbindelse fra Elben til Østersøen. Den er 67 kilometer lang, og strækker sig fra Lübeck i nord til Lauenburg i syd. Ved kanalen ligger byen Mölln.
Kanalen blev bygget mellem 1895 og 1900 for at afløse Stecknitzkanalen, som blev taget i brug i 1398. Den har delvist det samme forløb som den gamle kanal, langs floderne Stecknitz og Delvenau, men antallet af sluser blev reduceret fra 17 til 7 og strækningen blev rettet ud så længden blev reduceret fra 94 til 67 kilometer.

## Eksterne kilder og henvisninger
- Wikimedia Commons har flere filer relateret til Elbe-Lübeck-Kanal

53°33′00″N 10°40′53″Ø / 53.55000°N 10.68139°Ø